# Reckershausen
Reckershausen là một đô thị thuộc huyện Rhein-Hunsrück bang Rheinland-Pfalz, phía tây nước Đức. Đô thị Reckershausen có diện tích 8,19 km², dân số thời điểm ngày 31 tháng 12 năm 2006 là 382 người.